# Monanthes anagiflora
Monanthes anagiflora är en fetbladsväxtart som beskrevs av David Bramwell och Rowley. Monanthes anagiflora ingår i släktet Monanthes och familjen fetbladsväxter. Inga underarter finns listade i Catalogue of Life.